# 山田太郎 (プロレスラー)
山田 太郎（やまだ たろう、1984年11月18日 - ）は日本のプロレスラー。

## 経歴
東洋大学在学中、リングネーム「ドカベン」としてUWF関東学生プロレス連盟で活動。
2007年3月24日、666新木場1stRING大会における対葛西純戦でプロデビュー。
2018年、長期のメキシコ遠征。
2021年4月10日、666闘道館大会にて小仲ペールワンとのタッグ「幸せになろうよ2021」としてワンデータッグトーナメント優勝。
2021年、666の興行においては神楽として主にダイナスティとのタッグ「Los Inmortales」として活動。
2021年10月30日、「666Vol.109」新木場大会にて”神楽デビュー十五執念試合”として葛西純＆GENTAROと対戦。（パートナーはダイナスティ）
2022年8月からメキシコ遠征。

## 人物
- 神楽、THE101、ASUKAMA、山田りな等の様々なキャラクターを使い分けている。山田りな（2021.5.1新木場）神楽（2021.5.1新木場）ASUKAMA（2019.10.4新木場）

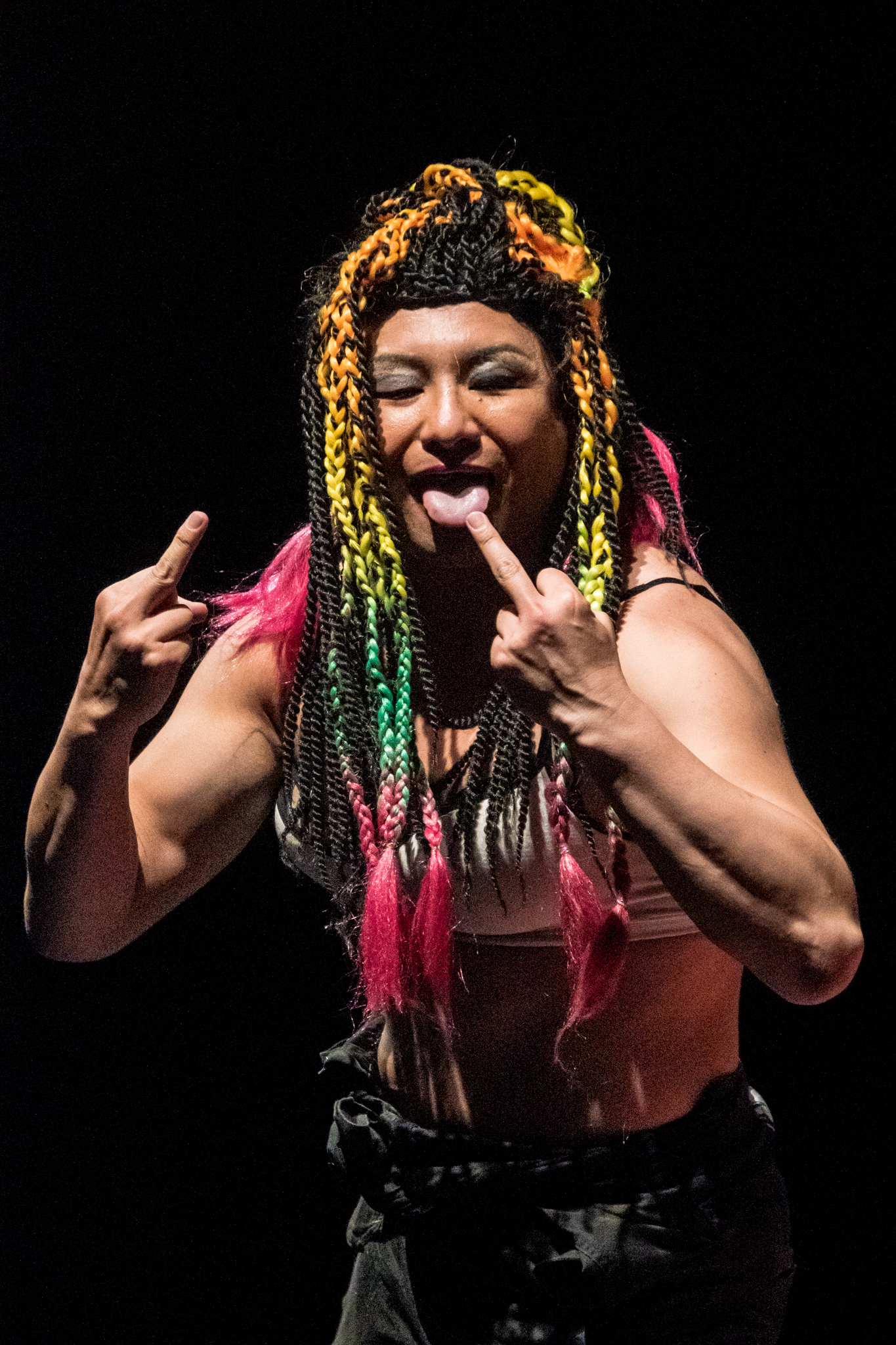
山田りな（2021.5.1新木場）

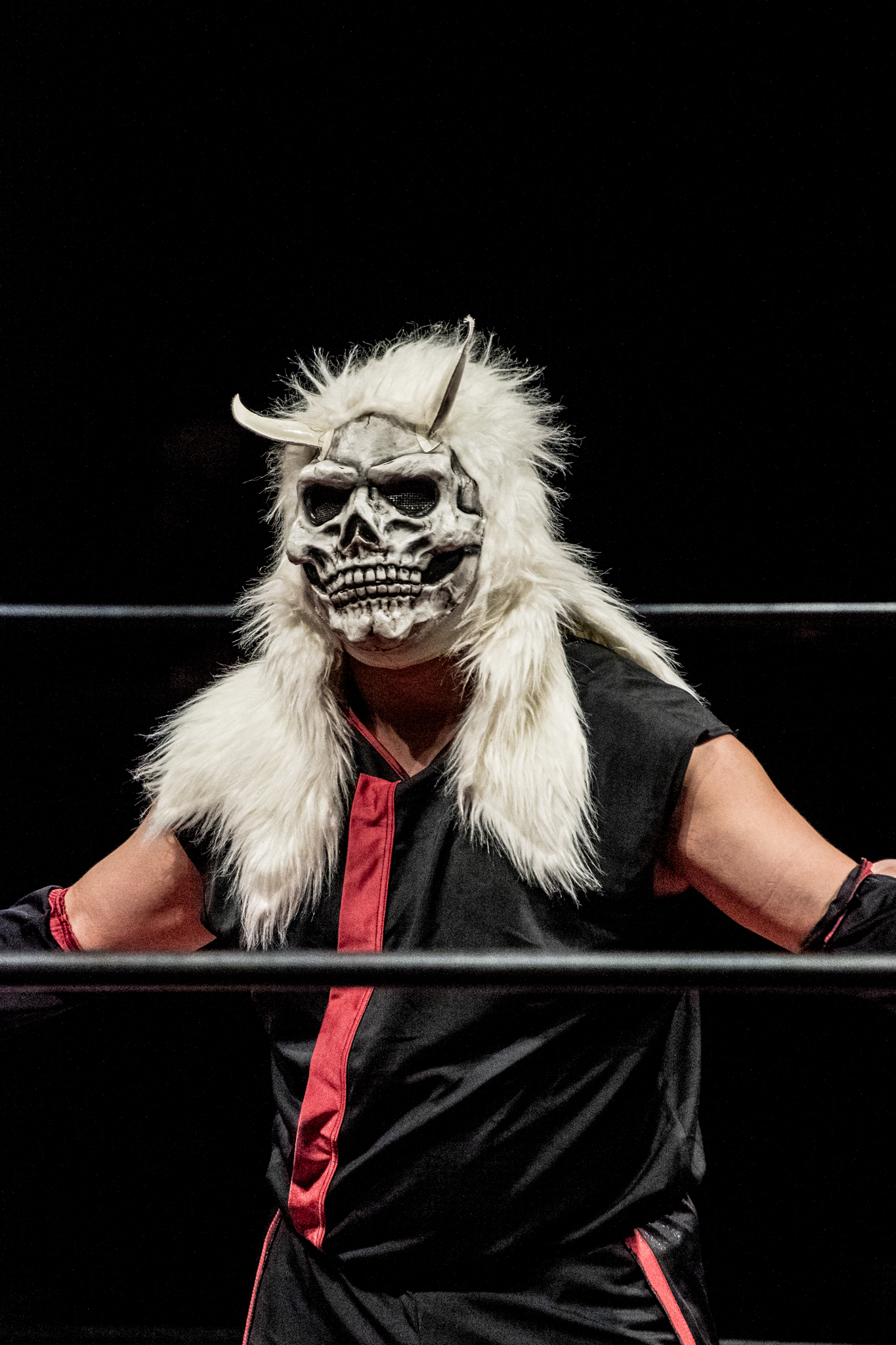
神楽（2021.5.1新木場）

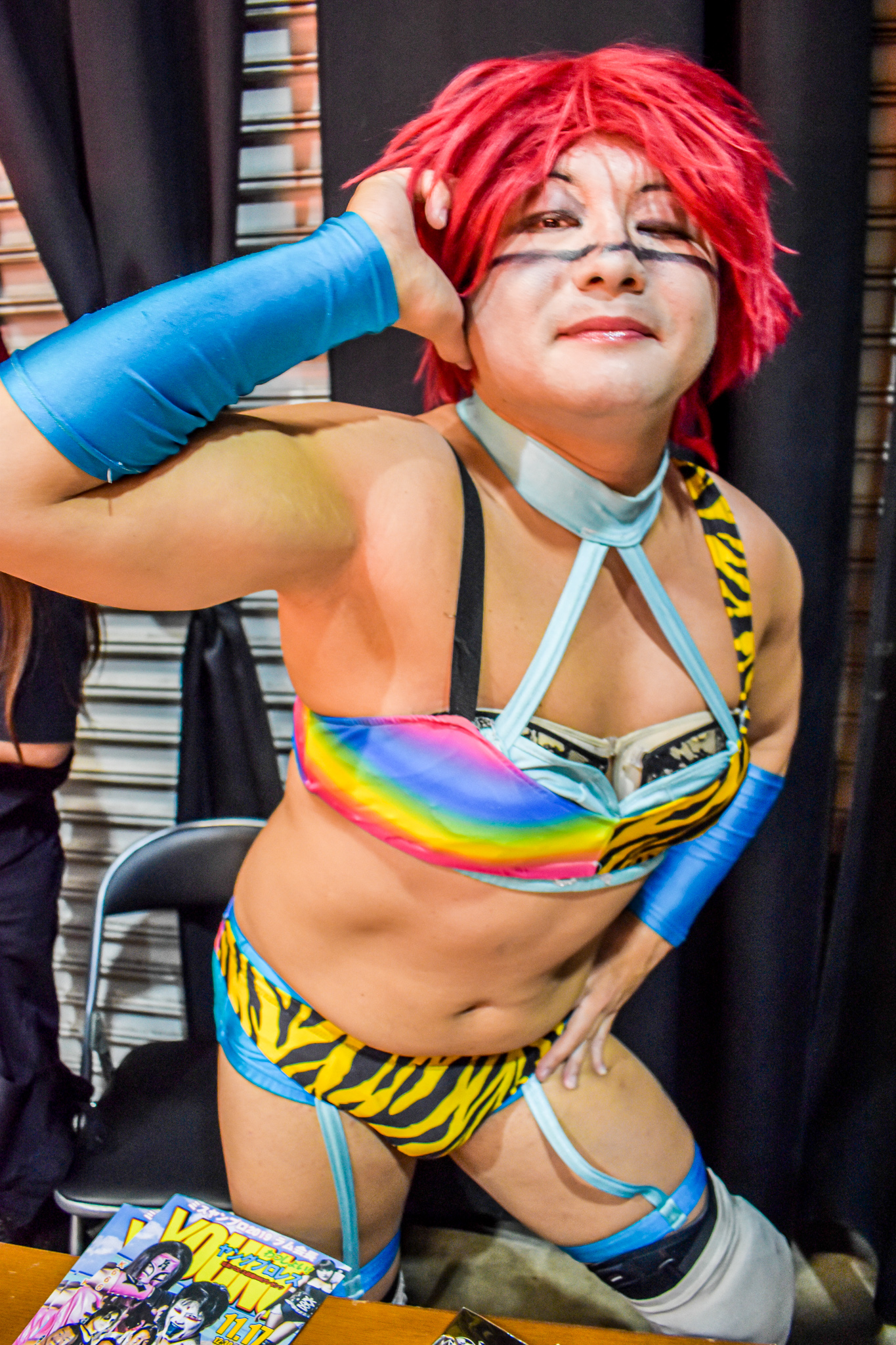
ASUKAMA（2019.10.4新木場）

- 鍼灸師として鍼灸治療も行っている[1]。
- 好きな音楽のジャンルはV系。

## 得意技
- ダイビングダブルニードロップ
- ファイヤークラッカープレス

　　　ひねりを加えたスワントーンボム
- 各種丸め込み技
- スワントーンボム

## タイトル歴
- 666認定きかんしゃ級王座[2]
- GWCタッグ王座
- GWC6人タッグ王座
- WFSウェルター級王座
- アイアンマンヘビーメタル級王座
- シアタープロレス花鳥風月認定新風流人タッグ王座
- 夢闘派プロレス覇王
- レッスルブレインJrヘビー級王座

## 入場曲
- 山田太郎：Tragedy/Megaromania[3]
- 神楽：ナイトメア/ELM
- Los Inmortales：Attack ON Titan（進撃の巨人挿入歌）